# Flyleaf (musikalbum)
Flyleaf är det självbetitlade debutalbumet av den amerikanska rockgruppen Flyleaf, först utgivet i USA den 4 oktober 2005.
Albumet debuterade som plats 88 på Billboard 200-listan i USA, där det har sålt i 1 000 000 exemplar. Alla låtar är skrivna av Flyleaf och albumet producerades av Howard Benson.
I Storbritannien gavs albumet ut den 15 maj 2006 genom skivbolaget Polydor. Det har sedan givits ut två olika nyutgåvor av albumet, en i USA den 30 oktober 2007 och en i Storbritannien den 14 januari 2008.

## Låtlista
1. I'm So Sick - 3:00
2. Fully Alive - 2:47
3. Perfect - 2:53
4. Cassie - 3:05
5. Sorrow - 2:50
6. I'm Sorry - 2:47
7. All Around Me - 3:23
8. Red Sam - 3:20
9. There for You - 2:54
10. Breathe Today - 2:44
11. So I Thought - 4:50

Japans utgåva
1. Tina - 2:34

Storbritannien - nyutgåva
1. Fully Alive (acoustic) - 2:41
2. All Around Me (acoustic) - 3:21
3. Cassie (acoustic) - 3:11

USA - nyutgåva
1. All Around Me (acoustic) - 3:21

- DVD:
  - Fully Alive (acoustic) (video footage)
  - Red Sam (acoustic) (video footage)
  - Cassie (acoustic) (video footage)
  - I'm So Sick (acoustic) (video footage)
  - All Around Me (acoustic) (video footage)
  - All Around Me (music video)
  - Fully Alive (music video)
  - I'm So Sick (music video)

## Banduppsättning
- Lacey Mosley – sång
- Sameer Bhattacharya – gitarr
- Jared Hartmann – gitarr
- Pat Seals – bas
- James Culpepper – trummor